# Clan Akechi
Il clan Akechi (明智氏?, Akechi-shi) fu un ramo del clan Toki, discendendente a sua volta dallo Seiwa Genji.

## Storia
Il clan Akechi prosperò verso la seconda parte del periodo Sengoku, diventando indipendenti dopo che i Toki vennero usurpati dal clan Saitō intorno al 1540. Rifiutarono di sottomettersi a Saitō Yoshitatsu, che attaccò il loro castello di Nagayama.
Akechi Mitsuhide servì successivamente gli shōgun Ashikaga Yoshiteru e Ashikaga Yoshiaki. Dopo aver mediato un incontro tra Yoshiaki e Oda Nobunaga, divenne un potente generale servitore del clan Oda. Tuttavia, dopo il 1582, intrappolò Nobunaga al tempio di Honnō-ji e lo costrinse a suicidarsi.
Il crollo degli Oda diede agli Akechi il potere dello shogunato, ma esso durò solo per dodici giorni. Mitsuhide venne sconfitto da Toyotomi Hideyoshi nella battaglia di Yamazaki assieme alla maggior parte dei servitori del clan e, durante la fuga, fu ucciso da un bandito chiamato Nakamura Chōbei, così il clan cessò di esistere.

## Membri importanti
- Akechi Mitsutsugu (1468-1538)
- Akechi Mitsutsuna (1498-1535)
- Akechi Mitsuhide (1520-1582)
- Akechi Hidemitsu (1536?-1582)
- Akechi Mitsutada (1540-1582)
- Akechi Mitsuyoshi (1569-1582)
- Matsuda Masachika (morto nel 1582)
- Ise Sadaoki (1559-1582)
- Saitō Toshimitsu (1534-1582)

## Genealogia
|  |  | Minamoto no Yorimitsu | Minamoto no Yorimitsu | Minamoto no Yorimitsu | Minamoto no Yorimitsu | Minamoto no Yorimitsu | Minamoto no Yorimitsu |  |  | otto generazioni | otto generazioni | otto generazioni | otto generazioni | otto generazioni | otto generazioni |  |  | Toki Yorisada    | Toki Yorisada    | Toki Yorisada    | Toki Yorisada    | Toki Yorisada    | Toki Yorisada    |  |  | Toki Yorimoto | Toki Yorimoto | Toki Yorimoto | Toki Yorimoto | Toki Yorimoto | Toki Yorimoto |  |  | Akechi Yorishige | Akechi Yorishige | Akechi Yorishige | Akechi Yorishige | Akechi Yorishige | Akechi Yorishige |  |  | cinque generazioni | cinque generazioni | cinque generazioni | cinque generazioni | cinque generazioni | cinque generazioni |  |  |             |             |             |             |             |             |  |  |  |  |  |  |  |  |  |  |  |  |
|  |  | Minamoto no Yorimitsu | Minamoto no Yorimitsu | Minamoto no Yorimitsu | Minamoto no Yorimitsu | Minamoto no Yorimitsu | Minamoto no Yorimitsu |  |  | otto generazioni | otto generazioni | otto generazioni | otto generazioni | otto generazioni | otto generazioni |  |  | Toki Yorisada    | Toki Yorisada    | Toki Yorisada    | Toki Yorisada    | Toki Yorisada    | Toki Yorisada    |  |  | Toki Yorimoto | Toki Yorimoto | Toki Yorimoto | Toki Yorimoto | Toki Yorimoto | Toki Yorimoto |  |  | Akechi Yorishige | Akechi Yorishige | Akechi Yorishige | Akechi Yorishige | Akechi Yorishige | Akechi Yorishige |  |  | cinque generazioni | cinque generazioni | cinque generazioni | cinque generazioni | cinque generazioni | cinque generazioni |  |  |             |             |             |             |             |             |  |  |  |  |  |  |  |  |  |  |  |  |
|  |  |                       |                       |                       |                       |                       |                       |  |  |                  |                  |                  |                  |                  |                  |  |  |                  |                  |                  |                  |                  |                  |  |  |               |               |               |               |               |               |  |  |                  |                  |                  |                  |                  |                  |  |  |                    |                    |                    |                    |                    |                    |  |  |             |             |             |             |             |             |  |  |  |  |  |  |  |  |  |  |  |  |
|  |  |                       |                       |                       |                       |                       |                       |  |  |                  |                  |                  |                  |                  |                  |  |  |                  |                  |                  |                  |                  |                  |  |  |               |               |               |               |               |               |  |  |                  |                  |                  |                  |                  |                  |  |  |                    |                    |                    |                    |                    |                    |  |  |             |             |             |             |             |             |  |  |  |  |  |  |  |  |  |  |  |  |
|  |  | Mitsutsugu            | Mitsutsugu            | Mitsutsugu            | Mitsutsugu            | Mitsutsugu            | Mitsutsugu            |  |  | Yoriaki          | Yoriaki          | Yoriaki          | Yoriaki          | Yoriaki          | Yoriaki          |  |  |                  |                  |                  |                  |                  |                  |  |  |               |               |               |               |               |               |  |  |                  |                  |                  |                  |                  |                  |  |  |                    |                    |                    |                    |                    |                    |  |  |             |             |             |             |             |             |  |  |  |  |  |  |  |  |  |  |  |  |
|  |  | Mitsutsugu            | Mitsutsugu            | Mitsutsugu            | Mitsutsugu            | Mitsutsugu            | Mitsutsugu            |  |  | Yoriaki          | Yoriaki          | Yoriaki          | Yoriaki          | Yoriaki          | Yoriaki          |  |  |                  |                  |                  |                  |                  |                  |  |  |               |               |               |               |               |               |  |  |                  |                  |                  |                  |                  |                  |  |  |                    |                    |                    |                    |                    |                    |  |  |             |             |             |             |             |             |  |  |  |  |  |  |  |  |  |  |  |  |
|  |  |                       |                       |                       |                       |                       |                       |  |  |                  |                  |                  |                  |                  |                  |  |  |                  |                  |                  |                  |                  |                  |  |  |               |               |               |               |               |               |  |  |                  |                  |                  |                  |                  |                  |  |  |                    |                    |                    |                    |                    |                    |  |  |             |             |             |             |             |             |  |  |  |  |  |  |  |  |  |  |  |  |
|  |  | Mitsutsuna            | Mitsutsuna            | Mitsutsuna            | Mitsutsuna            | Mitsutsuna            | Mitsutsuna            |  |  |                  |                  |                  |                  |                  |                  |  |  |                  |                  |                  |                  |                  |                  |  |  | Mitsuyasu     | Mitsuyasu     | Mitsuyasu     | Mitsuyasu     | Mitsuyasu     | Mitsuyasu     |  |  | Mitsuhisa        | Mitsuhisa        | Mitsuhisa        | Mitsuhisa        | Mitsuhisa        | Mitsuhisa        |  |  | Mitsushige         | Mitsushige         | Mitsushige         | Mitsushige         | Mitsushige         | Mitsushige         |  |  | Omi no Kata | Omi no Kata | Omi no Kata | Omi no Kata | Omi no Kata | Omi no Kata |  |  |  |  |  |  |  |  |  |  |  |  |
|  |  | Mitsutsuna            | Mitsutsuna            | Mitsutsuna            | Mitsutsuna            | Mitsutsuna            | Mitsutsuna            |  |  |                  |                  |                  |                  |                  |                  |  |  |                  |                  |                  |                  |                  |                  |  |  | Mitsuyasu     | Mitsuyasu     | Mitsuyasu     | Mitsuyasu     | Mitsuyasu     | Mitsuyasu     |  |  | Mitsuhisa        | Mitsuhisa        | Mitsuhisa        | Mitsuhisa        | Mitsuhisa        | Mitsuhisa        |  |  | Mitsushige         | Mitsushige         | Mitsushige         | Mitsushige         | Mitsushige         | Mitsushige         |  |  | Omi no Kata | Omi no Kata | Omi no Kata | Omi no Kata | Omi no Kata | Omi no Kata |  |  |  |  |  |  |  |  |  |  |  |  |
|  |  |                       |                       |                       |                       |                       |                       |  |  |                  |                  |                  |                  |                  |                  |  |  |                  |                  |                  |                  |                  |                  |  |  |               |               |               |               |               |               |  |  |                  |                  |                  |                  |                  |                  |  |  |                    |                    |                    |                    |                    |                    |  |  |             |             |             |             |             |             |  |  |  |  |  |  |  |  |  |  |  |  |
|  |  | Mitsuhide             | Mitsuhide             | Mitsuhide             | Mitsuhide             | Mitsuhide             | Mitsuhide             |  |  | Tsutsui Junkei   | Tsutsui Junkei   | Tsutsui Junkei   | Tsutsui Junkei   | Tsutsui Junkei   | Tsutsui Junkei   |  |  | Akechi Hidemitsu | Akechi Hidemitsu | Akechi Hidemitsu | Akechi Hidemitsu | Akechi Hidemitsu | Akechi Hidemitsu |  |  | Mitsuharu?    | Mitsuharu?    | Mitsuharu?    | Mitsuharu?    | Mitsuharu?    | Mitsuharu?    |  |  | Mitsutada        | Mitsutada        | Mitsutada        | Mitsutada        | Mitsutada        | Mitsutada        |  |  |                    |                    |                    |                    |                    |                    |  |  |             |             |             |             |             |             |  |  |  |  |  |  |  |  |  |  |  |  |
|  |  | Mitsuhide             | Mitsuhide             | Mitsuhide             | Mitsuhide             | Mitsuhide             | Mitsuhide             |  |  | Tsutsui Junkei   | Tsutsui Junkei   | Tsutsui Junkei   | Tsutsui Junkei   | Tsutsui Junkei   | Tsutsui Junkei   |  |  | Akechi Hidemitsu | Akechi Hidemitsu | Akechi Hidemitsu | Akechi Hidemitsu | Akechi Hidemitsu | Akechi Hidemitsu |  |  | Mitsuharu?    | Mitsuharu?    | Mitsuharu?    | Mitsuharu?    | Mitsuharu?    | Mitsuharu?    |  |  | Mitsutada        | Mitsutada        | Mitsutada        | Mitsutada        | Mitsutada        | Mitsutada        |  |  |                    |                    |                    |                    |                    |                    |  |  |             |             |             |             |             |             |  |  |  |  |  |  |  |  |  |  |  |  |
|  |  |                       |                       |                       |                       |                       |                       |  |  |                  |                  |                  |                  |                  |                  |  |  |                  |                  |                  |                  |                  |                  |  |  |               |               |               |               |               |               |  |  |                  |                  |                  |                  |                  |                  |  |  |                    |                    |                    |                    |                    |                    |  |  |             |             |             |             |             |             |  |  |  |  |  |  |  |  |  |  |  |  |
|  |  | Mitsuyoshi            | Mitsuyoshi            | Mitsuyoshi            | Mitsuyoshi            | Mitsuyoshi            | Mitsuyoshi            |  |  | Tsutsui Sadayori | Tsutsui Sadayori | Tsutsui Sadayori | Tsutsui Sadayori | Tsutsui Sadayori | Tsutsui Sadayori |  |  | 南国梵桂？       | 南国梵桂？       | 南国梵桂？       | 南国梵桂？       | 南国梵桂？       | 南国梵桂？       |  |  | 喜多村保之    | 喜多村保之    | 喜多村保之    | 喜多村保之    | 喜多村保之    | 喜多村保之    |  |  | Hosokawa Gracia  | Hosokawa Gracia  | Hosokawa Gracia  | Hosokawa Gracia  | Hosokawa Gracia  | Hosokawa Gracia  |  |  |                    |                    |                    |                    |                    |                    |  |  |             |             |             |             |             |             |  |  |  |  |  |  |  |  |  |  |  |  |